# Црква Светог Георгија у Мојковићу
Црква Светог Георгија у Мојковићу, насељеном месту на територији општине Крупањ, припада Епархији шабачкој Српске православне цркве.
Црква посвећена Светом великомученику Георгију почела је да се гради маја 1935. године, а завршена 1936. године. Испод олтара храма налази се крипта у којој почивају кости, сакупљене из околних 340 хумки ратника Моравске дивизије који су погинули у бици на Јадру 1914. године, на почетку Првог светског рата. Цркву је освештао епископ шабачки Симеон, 25. октобра 1936. године.